# Anna Ovsiannikova
Anna Georgievna Ovsiannikova (en russe : Анна Георгиевна Овсянникова), née à Stavropol le 24 février 1947, est une actrice russe. Elle est reconnue comme artiste émérite de Russie (1989).

## Biographie
À l'âge de 16 ans, Anna Georgievna et ses deux sœurs sont devenues orphelines : elles avaient besoin de gagner de l'argent. 
En 1966, Anna arrive au Théâtre de Stavropol et décide de s'essayer au métier d'actrice. Elle réussit le casting et dès lors vit au théâtre. En 1970, Anna et sa famille s'installent en Sibérie. Elle joue alors au théâtre Tirlyamy de Bratsk. Elle tiendra des milliers de rôles, dans des centaines de villes, même si elle n'a pas reçu de formation d'acteur : leur situation d'orpheline ne le leur permettait pas.
Son rôle le plus marquant au cinéma a été celui du film Baboussia réalisé par Lidia Bobrova (2003), pour lequel elle a été récompensée du prix de la meilleure actrice aux festivals internationaux de cinéma de Miami et de Copenhague, au festival Vityaz d'Irkoutsk et au Kinotavr de Sotchi.

## Filmographie
- 1991 : Nuage-paradis (Облако-рай) de Nikolaï Dostal : Tatiana Ivanna
- 1997 : Dans ce pays-là (В той стране) de Lidia Bobrova : Afanassievna
- 2002 : Kostroma (Кострома) de Valeri Sourikov : maman
- 2003 : Baboussia (Бабуся) de Lidia Bobrova : Anna
- 2005 : Kolia a la bougeotte (ru) (Коля — перекати поле) de Nikolaï Dostal : Tatiana Ivanna
- 2013 : Miracle (ru) (Чудо) d'Anton Dorine (ru) : Zina
- 2013 : Le Don (Дар) de Sergueï Karandachov